# Blu (Franco Ricciardi)
Blu è il diciannovesimo album in studio del cantautore italiano Franco Ricciardi, pubblicato il 28 aprile 2017.

## Tracce
1. N'ata notte
2. Si ce staie
3. Chiammala
4. Femmena buciarda (Feat. Guè Pequeno)
5. Nun pazzia cu o core
6. Primmavera
7. Ammore senza core
8. So sempe chillo
9. Uocchie e na femmena
10. Jiesce
11. Sta chiuvenno ancora
12. Overo
13. Capisce a mme